# Баррандегуй, Федерико
Федерико Баррандегуй Мартино (исп. Federico Barrandeguy Martino; родился 8 мая 1996 года, Омбес-де-Лавалье) — уругвайский футболист, защитник клуба «Пласа Колония».

## Биография
Баррандегуй — воспитанник клуба «Монтевидео Уондерерс». 15 марта 2015 года в матче против «Атенаса» он дебютировал в уругвайской Примере. 8 октября 2017 года в поединке против «Эль Танке Сислей» Федерико забил свой первый гол за «Монтевидео Уондерерс». В начале 2020 года Баррандегуй на правах свободного агента перешёл в бразильский «Ботафого». 30 января в поединке Лиги Кариока против «Резенди» Федерико дебютировал за основной состав.
В 2021 году не попал в заявку клуба для выступления в Серии B. Фактически стал свободным агентом. В 2022 году стал игроком «Пласы Колонии».